# Comme une actrice
Pour plus de détails, voir Fiche technique et Distribution.
Comme une actrice est une comédie dramatique française réalisée par Sébastien Bailly, sortie en 2022.

## Synopsis
Anna, actrice proche de la cinquantaine, est quittée par son mari Antoine, metteur en scène de théâtre. Prête à tout pour ne pas le perdre, elle va jusqu’à prendre l’apparence de la jeune femme avec laquelle il entretient une liaison. Mais ce double jeu, entre drame et fantastique, pourrait se retourner contre elle…

## Fiche technique
Sauf indication contraire, les informations mentionnées dans cette section peuvent être confirmées par la base de données cinématographiques Unifrance,  présente dans la section « Liens externes ».
- Titre original : Comme une actrice
- Réalisation : Sébastien Bailly
- Scénario : Sébastien Bailly et Zoé Galeron
- Musique : Laurent Levesque
- Décors : Emmanuel Le Cerf
- Costumes : Dorothée Lissac
- Photographie : Thomas Favel
- Montage : Ariane Boukerche
- Production : Ludovic Henry et Antoine Roux
- Société de production : La Mer à boire Productions
- Société de distribution : Epicentre Films et Jour2fête
- Pays de production :  France
- Langue originale : français
- Format : couleur — 2,35:1
- Genre : Comédie dramatique
- Durée : 93 minutes
- Dates de sortie :
  - France : 
    - 10 novembre 2022 (Brest)
    - 8 mars 2023 (en salles)

## Distribution
Sauf indication contraire ou complémentaire, les informations mentionnées dans cette section proviennent du générique de fin de l'œuvre audiovisuelle présentée ici.
- Julie Gayet : Anna
- Benjamin Biolay : Antoine
- Agathe Bonitzer : Delphine
- Louisiane Gouverneur : Lucie
- Hicham Talib : Mourad
- Cyril Gueï : Etienne
- Jenny Arasse : Hélène
- Zhiying Yan : madame Peng
- Meiling Wang : Feï
- Ava Baya : Marie
- François Rostain : l'homme âgé
- Lise Bellynck : Julie
- Julien Collet : l'acteur de la scène tournée
- Jeremy Charvet : le barman